# Ronnie Pander
Ronus (Ronnie) Pander (Harkema, 5 maart 1977) is een Nederlands voormalig voetballer.

## Carrière
Hij speelde van 1994 tot 2000 bij sc Heerenveen. In die tijd schopte hij het tot het Nederlands voetbalelftal onder 21. In totaal speelde hij 58 officiële wedstrijden voor sc Heerenveen. Een doelpunt wist hij daarin niet te maken. Daarna speelde Pander tot en met de winterstop van 2005/2006 wedstrijden voor BV Veendam. Voor de Veenkolonialen speelde hij 163 officiële duels waarin hij 24 keer scoorde. Tot 2008 voetbalde Pander bij de hoofdklasser ACV uit Assen. Daarna keerde hij terug bij de club waar hij ook in de jeugd speelde, VV Harkema-Opeinde. In 2013 werd hij jeugdtrainer bij sc Heerenveen. Hij werkte daar 10 jaar alvorens in 2023 als assistent-trainer naar PEC Zwolle over te stappen.

### Carrièrestatistieken
| Seizoen         | Club            | Land            | Competitie      | Competitie | Competitie | Beker | Beker | Internationaal | Internationaal | Overig | Overig | Totaal | Totaal |
| Seizoen         | Club            | Land            | Competitie      | Wed.       | Dlp.       | Wed.  | Dlp.  | Wed.           | Dlp.           | Wed.   | Dlp.   | Wed.   | Dlp.   |
| --------------- | --------------- | --------------- | --------------- | ---------- | ---------- | ----- | ----- | -------------- | -------------- | ------ | ------ | ------ | ------ |
| 1994/95         | sc Heerenveen   | Nederland       | Eredivisie      | 2          | 0          | 0     | 0     | –              | –              | –      | –      | 2      | 0      |
| 1995/96         | sc Heerenveen   | Nederland       | Eredivisie      | 5          | 0          | 0     | 0     | 1              | 0              | –      | –      | 6      | 0      |
| 1996/97         | sc Heerenveen   | Nederland       | Eredivisie      | 10         | 0          | 2     | 0     | 1              | 0              | –      | –      | 13     | 0      |
| 1997/98         | sc Heerenveen   | Nederland       | Eredivisie      | 14         | 0          | 3     | 0     | 3              | 0              | –      | –      | 20     | 0      |
| 1998/99         | sc Heerenveen   | Nederland       | Eredivisie      | 13         | 0          | 1     | 0     | 3              | 0              | –      | –      | 17     | 0      |
| 1999/00         | sc Heerenveen   | Nederland       | Eredivisie      | 0          | 0          | 0     | 0     | –              | –              | –      | –      | 0      | 0      |
| 1999/00         | BV Veendam      | Nederland       | Eerste divisie  | 16         | 6          | 0     | 0     | –              | –              | –      | –      | 16     | 6      |
| 2000/01         | BV Veendam      | Nederland       | Eerste divisie  | 20         | 1          | 1     | 0     | –              | –              | –      | –      | 21     | 1      |
| 2001/02         | BV Veendam      | Nederland       | Eerste divisie  | 16         | 2          | 2     | 0     | –              | –              | –      | –      | 18     | 2      |
| 2002/03         | BV Veendam      | Nederland       | Eerste divisie  | 20         | 1          | 0     | 0     | –              | –              | –      | –      | 20     | 1      |
| 2003/04         | BV Veendam      | Nederland       | Eerste divisie  | 32         | 5          | 3     | 1     | –              | –              | –      | –      | 35     | 6      |
| 2004/05         | BV Veendam      | Nederland       | Eerste divisie  | 32         | 5          | 3     | 1     | –              | –              | –      | –      | 35     | 6      |
| 2005/06         | BV Veendam      | Nederland       | Eerste divisie  | 16         | 1          | 2     | 1     | –              | –              | –      | –      | 18     | 2      |
| Carrière totaal | Carrière totaal | Carrière totaal | Carrière totaal | 196        | 21         | 17    | 3     | 8              | 0              | –      | –      | 221    | 24     |

## Interlandcarrière

### Nederland onder 21
Op 28 mei 1997 debuteerde Pander bij het Nederland –21 in een vriendschappelijke wedstrijd tegen Kroatië –21 (2–3).
| Interlands van Ronnie Pander | Interlands van Ronnie Pander | Interlands van Ronnie Pander | Interlands van Ronnie Pander | Interlands van Ronnie Pander | Interlands van Ronnie Pander |
| №                            | Datum                        | Wedstrijd                    | Uitslag                      | Soort wedstrijd              | Doelpunten                   |
| Als speler bij sc Heerenveen | Als speler bij sc Heerenveen | Als speler bij sc Heerenveen | Als speler bij sc Heerenveen | Als speler bij sc Heerenveen | Als speler bij sc Heerenveen |
| ---------------------------- | ---------------------------- | ---------------------------- | ---------------------------- | ---------------------------- | ---------------------------- |
| 1.                           | 28 mei 1997                  | Kroatië – Nederland          | 3 – 2                        | Vriendschappelijk            | 0                            |
| 2.                           | 1 juni 1997                  | Mexico – Nederland           | 0 – 0                        | Vriendschappelijk            | 0                            |
| 3.                           | 3 juni 1997                  | Frankrijk – Nederland        | 3 – 1                        | Vriendschappelijk            | 0                            |
| 4.                           | 14 oktober 1998              | Nederland – Oostenrijk       | 3 – 2                        | Vriendschappelijk            | 0                            |

## Musical
- In 1995 vertolkte Pander de titelrol in de musical "Abe!" over Abe Lenstra.